# Formica rupestris
Formica rupestris é uma espécie de formiga do gênero Formica, pertencente à subfamília Formicinae.